# Saint-Vincent-de-Paul, Gironde

Saint-Vincent-de-Paul este o comună în departamentul Gironde din sud-vestul Franței. În 2009 avea o populație de 1.075 de locuitori.

## Evoluția populației
| An        | 1975 | 1982 | 1990 | 1999  | 2006  | 2009  |
| --------- | ---- | ---- | ---- | ----- | ----- | ----- |
| Populație | 635  | 758  | 963  | 1.055 | 1.014 | 1.075 |